# Fons de Garantia de Dipòsits
El Fons de Garantia de Dipòsits és una mesura aplicada en molts països per protegir els dipòsits bancaris, en la totalitat o en part, de les pèrdues causades per la incapacitat dels bancs per pagar llurs deutes al seu venciment.
En la majoria d'estats de la Unió Europea els fons cobreixen els 100.000 euros per dipositant i entitat financera adherida. D'altra banda, a partir de l'any 2016 la Unió Europea disposarà d'un Fons Europeu de Resolució destinat a cobrir la fallida de les entitats europees.